# Erwerbsunfähigkeitsversicherung
Die Erwerbsunfähigkeitsversicherung ist eine Versicherung gegen Einkommensausfall. Diese Versicherung greift ein, wenn die versicherte Person beispielsweise aufgrund einer physischen oder psychischen Krankheit oder eines Unfalls keinen Beruf am allgemeinen Arbeitsmarkt mehr ausüben kann. Das sind alle Berufe, die nicht behindertengerecht sind oder Schon- oder Nischenarbeitsplätze sind.
Der Versicherte muss in der Regel nachweisen, dass er keine 3 Stunden am Tag mehr arbeiten kann. In manchen Tarifen können es auch 2 Stunden am Tag oder 7 Stunden die Woche sein.
In der Schweiz kann entweder pauschal oder unter der Berücksichtigung der Renten, die von der Invalidenversicherung und der Pensionskasse bezahlt werden und somit abgezogen werden, durch die Erwerbsunfähigkeitsversicherung eine monatliche Rente bezogen werden – je nach IV-Rente und Pensionskasse-Leistungen kann das im besten Falle bis zu 30 oder 40 Prozent des vorherigen Einkommens ausmachen. Teilweise kann auch eine zusätzliche Kapitalauszahlung vereinbart werden. Eine solche Versicherung kann im Rahmen der Säule 3a oder 3b abgeschlossen werden. Zudem bieten Banken diese Versicherung teilweise bei einer Hypothek an, der Hypothekarnehmer soll so bei Unfall oder Krankheit das belehnte Objekt weiter finanzieren können.
Im Gegensatz dazu zahlt die Berufsunfähigkeitsversicherung die vereinbarte monatliche Rente, wenn die versicherte Person ihren zuletzt ausgeübten Beruf, so wie er ohne gesundheitliche Beeinträchtigung ausgestaltet war, infolge Krankheit, Körperverletzung oder mehr als altersentsprechendem Kräfteverfall nicht mehr ausüben kann.
Der Unterschied zwischen der Leistungsstärke der Berufsunfähigkeitsversicherung und der Erwerbsunfähigkeitsversicherung ist bei körperlichen Einschränkungen größer als bei psychischen Erkrankungen. Denn bei psychischen Krankheiten, wie z. B. einer Depression ist man für gewöhnlich zu keiner Arbeit mehr in der Lage.